# Jevpatorija
Jevpatorija (ook gespeld als Jevpatoria; Oekraïens: Євпаторія, Krim-Tataars: Kezlev, Armeens: Եվպատորիա, Russisch: Евпатория, Grieks (oudheid): Kerkintis/Eupatoria) is een stad en badplaats op de Krim, gelegen aan de Zwarte Zee, aan de westkust van het schiereiland. De stad telt ongeveer 120.600 inwoners (2001). De stad heeft een haven, spoorstation, een aantal zandstranden, een enkelspoorlijn, een metersporig tramnet en een aantal toeristische voorzieningen.
De gemeente Jevpatorija omvat de eigenlijke stad en drie nederzettingen met stedelijk karakter, Zaozjornoje, Mirny en Novo-ozjornoje, die als enclaves worden omringd door het district Saki. De gemeente telt 117.565 inwoners (2001).

## Geschiedenis
In 2003 vierde de stad haar 2500-jarig bestaan, daar rond 500 v.Chr. Pontisch-Griekse kolonisten uit Heraclea Pontica hier de stad Kerkintis stichtten in een gebied waar daarvoor al Scythen en Sarmaten woonden. Het vormde onderdeel van de gebieden van de Pontische koning Mithridates VI, wiens bijnaam 'Eupator' de oorsprong vormt voor de naam van de stad.
Van ongeveer de 7e tot de 10e eeuw vormde het een Chazaarse nederzetting met waarschijnlijk de Chazaarse naam Güzliev ("prachtig huis"). Later kwam het onder het bestuur van de Kumanen (Kiptsjaken), de Mongolen en het Kanaat van de Krim te staan. De Krim-Tataren noemden het Kezlev en hun bondgenoten de Ottomanen Gözleve. De Russische middeleeuwse naam Kozlov is een russificatie van de Krim-Tataarse naam.
Van 1478 tot 1485 werd de plaats korte tijd bestuurd door het Ottomaanse Rijk zelf. In 1783 werd Jevpatoria samen met de hele Krim veroverd door het Russische Keizerrijk. In 1784 werd de naam door de Russen officieel gewijzigd naar Jevpatorija. In 1825 bezocht Mickiewicz de stad en schreef er een van zijn Krimse sonnetten, die later naar het Russisch werden vertaald door Lermontov.
In 1854, tijdens de Krimoorlog, was het stadje de eerste plaats die in handen van de geallieerden kwam (Landing bij Jevpatorija). Vervolgens werd Jevpatorija bezet door Britse, Franse en Turkse troepen, die bij de Slag bij Jevpatoria een Russische aanval binnen enkele uren afsloegen.

## Economie, voorzieningen en bezienswaardigheden
Jevpatorija is nu een belangrijke Zwarte Zeehaven, spoorwegknooppunt en badplaats. De belangrijkste economische activiteiten zijn visserij, voedselverwerking, wijnmakerij, kalksteendelving, confectieindustrie en fabricage van bouwmaterialen, machines, meubels en toerisme. In Jevpatorija bevindt zich verder het ruimtevolgings- en -meetcomplex van de Oekraïense ruimtevaartorganisatie NKAOe.
Ten westen van de stad staat de parabolische antenne RT-70 (P-2500) opgesteld. De Zwitserse band The Evpatoria Report heeft zich door deze telescoop laten inspireren.
Vergeleken met zijn relatief kleine omvang heeft Jevpatorija een zeer grote betekenis voor het toerisme, dat onder andere wordt aangetrokken door een grote strandpromenade, een aantal parken en het oude centrum. Er bevinden zich verder kuuroorden met mineraalwater-bronnen, zout- en moddermeren. De geneeskrachtige werking van de modder wordt voor zover bekend voor het eerst beschreven in manuscripten van Plinius de Oudere rond 80 na Chr.
Jevpatorija is een typische plurforme Krimstad met een in 1898 gebouwde Russisch-orthodoxe Sint-Nicolaaskerk en de door de Turkse architect Sinan in 1552 gebouwde Dzjoema-Dzjami-moskee.

## Geboren
- Vasili Kalafati (1869-1942), Russisch componist
- Maria Gorochovskaja (1921-2001), Russisch turnster
- Ljoedmila Aleksejeva (1927-2018) Russisch mensenrechtenactiviste

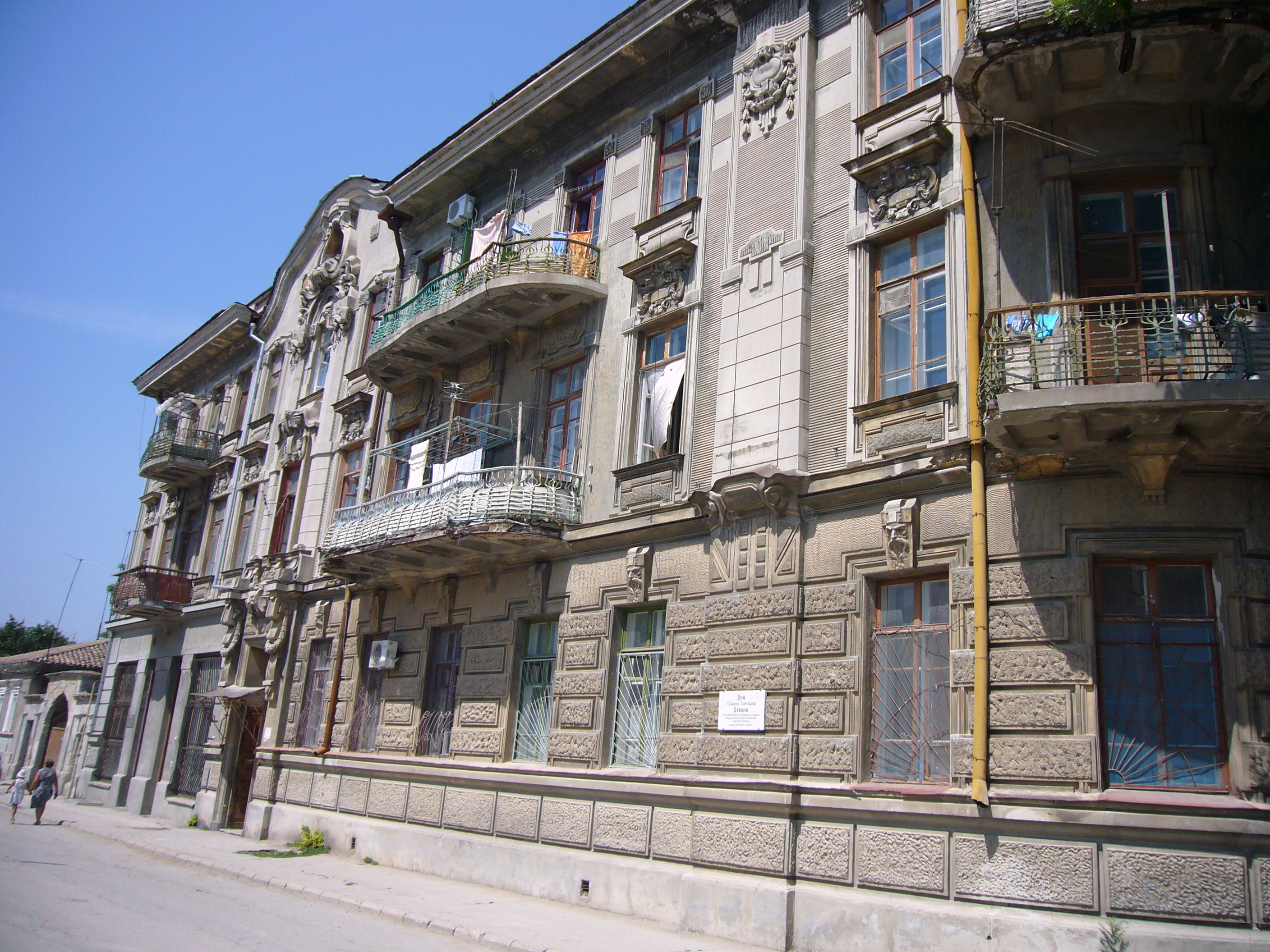
Huis (1908) van Semjon Doevan, het hoofd van de zemtsvo van Jevpatorija
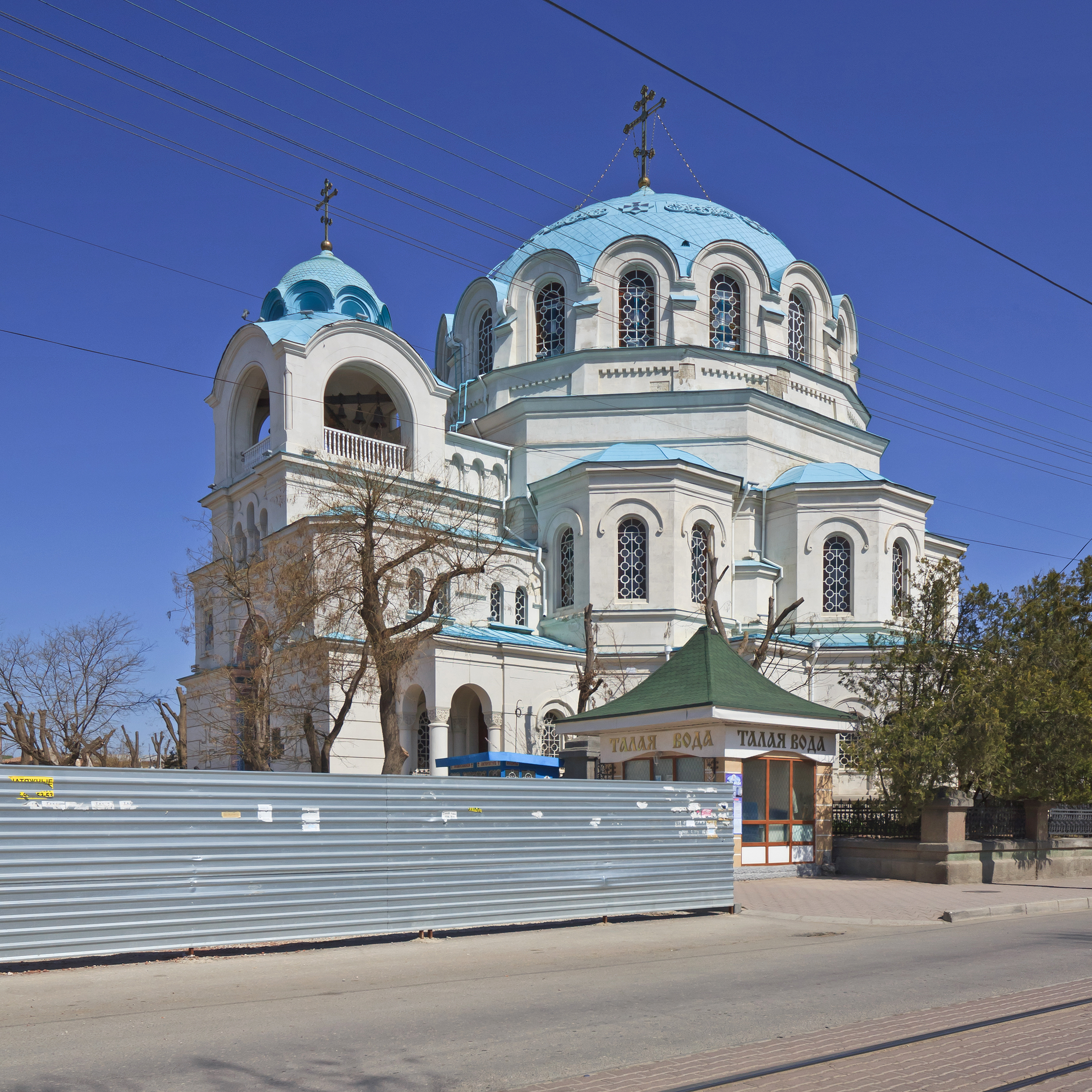
Russisch-orthodoxe kerk
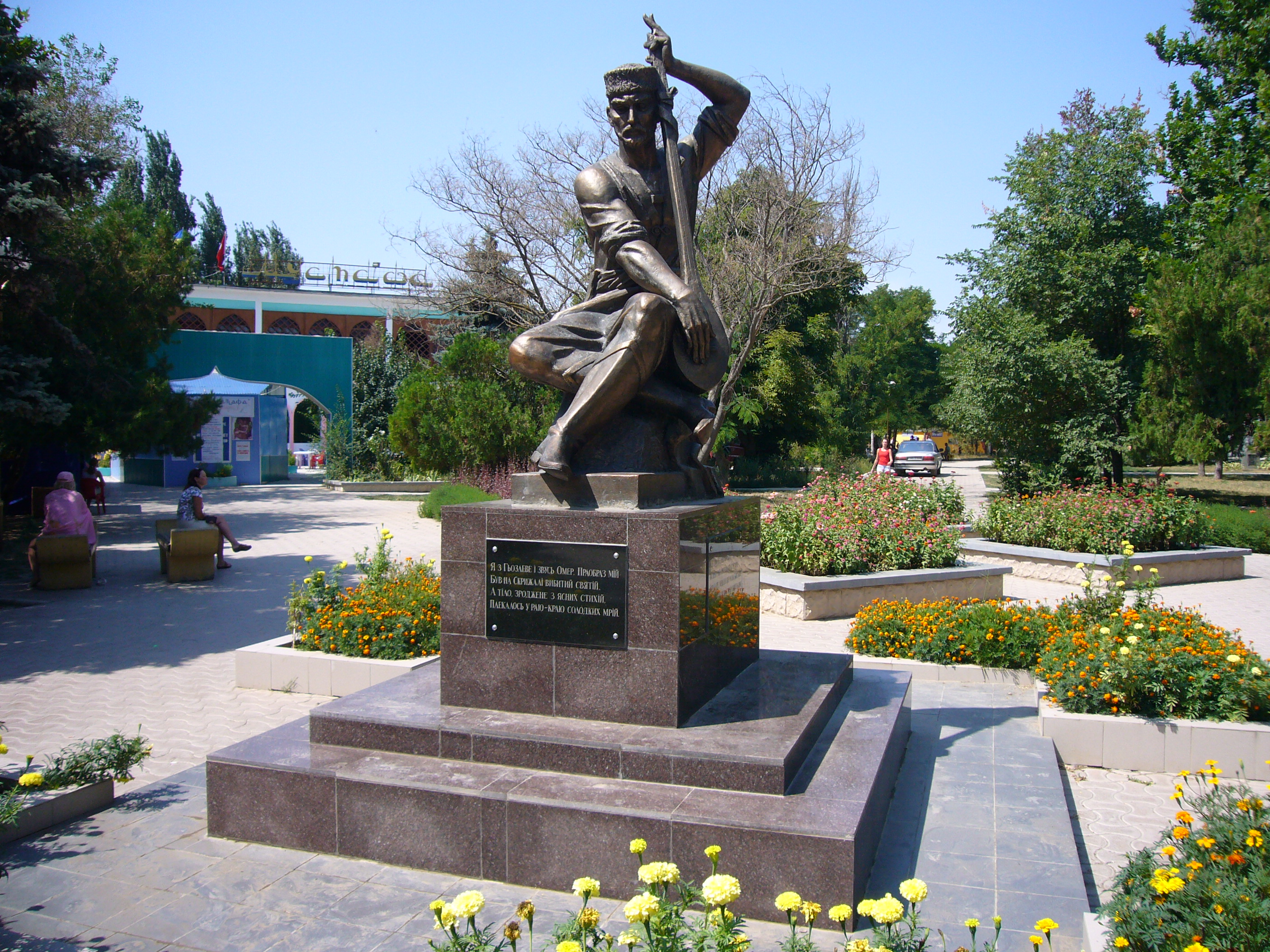
Monument voor de Krim-Tataarse dichter Omer Gezlevi